# 타이양궁역
타이양궁역(중국어: 太阳宫站)은 중국 베이징시 차오양구 타이양궁 지구 타이양궁 남가(太阳宫南街), 타이양궁 중로(太阳宫中路) 교차로에 위치하는 베이징 지하철 10호선과 17호선의 환승역이다. 2008년 7월 19일에 10호선 1단계 역이 개통되었고, 2023년 12월 30일에 17호선 북부 구간과 함께 개통되었다.

## 위치
타이양궁역은 베이징시 차오양구 타이양궁 중로(太阳宫中路)와 타이양궁 남로(太阳宫南路)가 교차하는 지점에 위치한다. 동북 3환로와 동북 4환로 사이의 타이양궁 지역에 위치하여 제정된 역명이다.

## 역 구조

### 층별 구조
| 지면층                              | 출입구                          | A—G출입구                                 |
| 지하 1층 10、17호선 대합실 층       | 대합실                          | 고객 문의, 티켓 판매, 보안 검색대         |
| 지하 2층 환승 통로 10호선 승강장 층 | 환승 통로(왕복)                 | 환승 통로(왕복)                           |
| 지하 2층 환승 통로 10호선 승강장 층 | ←                               | ■ 10호선 외선순환 (사오야오쥐)            |
| 지하 2층 환승 통로 10호선 승강장 층 | 섬식 승강장, 왼쪽 출입문이 열림 |                                           |
| 지하 2층 환승 통로 10호선 승강장 층 | →                               | ■ 10호선 내선순환 (싼위안차오)            |
| 지하 3층 17호선 승강장 층           | ←                               | ■ 17호선 자후이후 방면 (시바허)           |
| 지하 3층 17호선 승강장 층           | 섬식 승강장, 왼쪽 출입문이 열림 |                                           |
| 지하 3층 17호선 승강장 층           | →                               | ■ 17호선 웨이라이커쉐청베이 방면 (왕징시) |

### 대합실 및 환승
10호선 타이양궁역에는 두 개의 별도 대합실이 있으며, 동쪽 대합실에는 승강장으로 이어지는 직선 계단이 존재한다. 이 역은 17호선과 10호선 간 환승 통로가 2개 있는데, 그 중 하나는 10호선 동쪽 대합실과 17호선 역 홀을 연결하고, 다른 하나는 10호선 서쪽 대합실과 17호선 환승 통로를 연결한다. 역 홀에는 벽화 "따뜻한 태양"(暖阳)이 설치되어 있다.

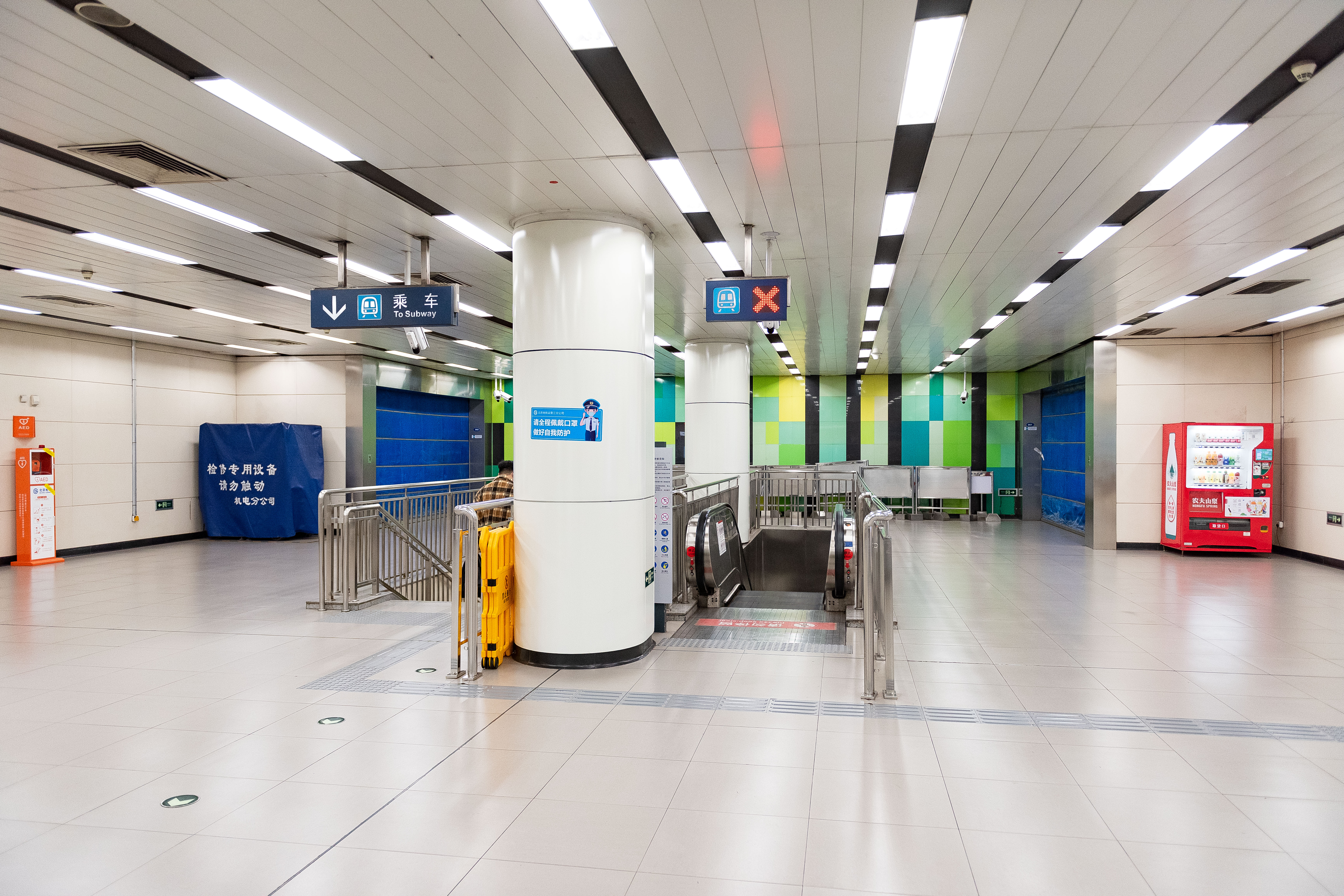
서쪽 대합실
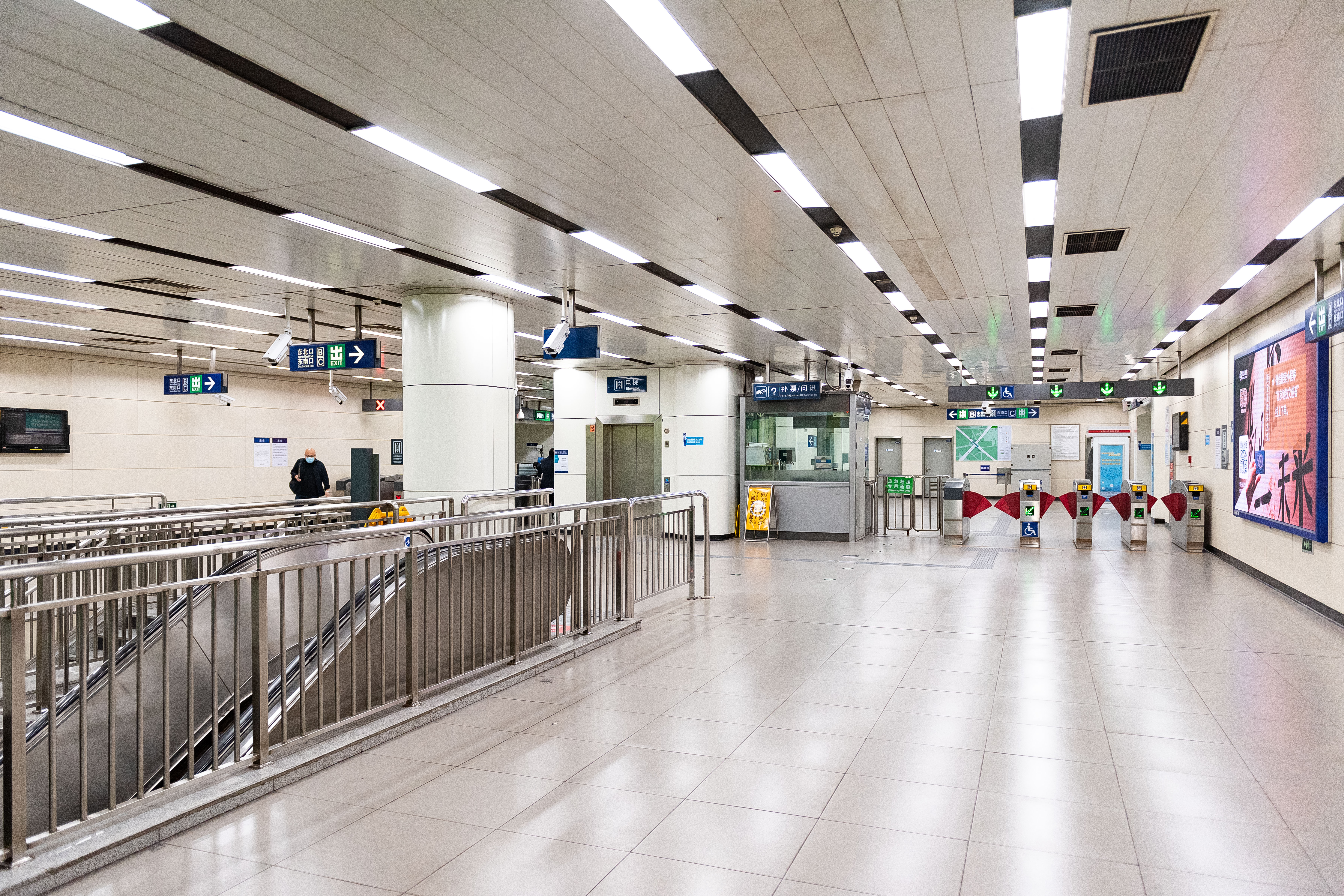
동쪽 대합실

## 출구
타이양궁역에는 현재 7개의 출입구가 있으며, 그 중 A - D 출구는 10호선 대합실로 연결되고, E - G 출구는 17호선 대합실로 연결된다. C(남동쪽), F, G 입구에 에스컬레이터가 있다.
|                         |                                                      |                                                                                             |      |           |
|                         |                                                      |                                                                                             |      |           |
| 출구                    | 지시                                                 | 목적지                                                                                      | 사진 | 편의 시설 |
| ■ 10호선 역사와 연결    |                                                      |                                                                                             |      |           |
| 出口 · A                | 타이양궁 중로(太阳宫中路), 타이양궁 대가(太阳宫大街) | 타이양궁(太阳宫), 스쥐커우촌(十字口村)                                                      |      | 빈칸      |
| 出口 · B                | 타이양궁 중로(太阳宫中路)                            | 신지자위안(新纪家园), 완팡징쉬안(万方景轩), 타이양궁 공원(太阳宫公园), 타이양싱청(太阳星城) |      | 빈칸      |
| 出口 · C                | 타이양궁 대가(太阳宫大街)                            | 마오화 UHN 국제촌(茂华UHN国际村)                                                            |      |           |
| 出口 · D                | 베이징 위에밍 병원(北京跃铭医院)                     | 허타이위안(和泰园), 시바허 초등학교(西坝河小学)                                             |      | 빈칸      |
| ■ 17호선 역사와 연결    |                                                      |                                                                                             |      |           |
| 出口 · E                | 타이양궁 중로(太阳宫中路)                            |                                                                                             |      | 빈칸      |
| 出口 · F                | 타이양궁 북가(太阳宫北街)                            |                                                                                             |      |           |
| 出口 · G                | 타이양궁 중로(太阳宫中路)                            |                                                                                             |      |           |
| 아이콘 설명: 엘리베이터 |                                                      |                                                                                             |      |           |